# James Bond 007: The Duel
James Bond 007: The Duel (007 Shitou в Японии) — видеоигра о Джеймсе Бонде, разработанная Domark Software и The Kremlin и изданная Domark Group Ltd. в 1993 году для приставок Sega Master System/Mark III, Sega Game Gear и Sega Mega Drive/Genesis. За основу игры были взяты фильмы по романам Яна Флеминга о секретном агенте 007.

## Обзор игры
Игра представляет собой платформер и состоит из пяти уровней-локаций. Для построения уровней используется двухмерная графика с вертикальной прокруткой игровых экранов («высота» локаций практически равна их «длине»). На уровнях присутствуют противники, вооружённые разнообразным оружием, препятствия и полезные предметы.
Главный персонаж игры — спецагент британской разведки Джеймс Бонд. Его задание — проникнуть на остров, где злодей профессор Грэйвмар разрабатывает секретное оружие, с помощью которого надеется захватить мир. Агенту 007 предстоит пройти несколько сложных уровней (корабль, тропический лес, стартовая шахта ракет и т. д.). Там он должен сразиться со множеством врагов, среди которых встречаются злодеи, известные по предыдущим фильмам, найти и освободить заложниц, а также в специальных местах заложить взрывчатку и успеть скрыться до её взрыва.